# 와이환루역
와이환루역(중국어: 外环路站)은 상하이시 민항 구 후민 로(沪闵路) 와이한 로(外环路, S20공로)에 위치한 상하이 지하철 1호선의 역이다. 지면에 위치하며 상대식 승강장이며, 반대편 승강장으로 횡단할 수 없다.

## 버스 환승
150, 166, 700, 704, 704B, 712, 732, 735, 747, 957, 민싱 6로(闵行6路), 수민 선(徐闵線), 선퇀 선(莘团線), 숭선 선(松莘線), 숭선 선 B선(松莘线B线), 숭선 선 C선(松莘线C线), 숭선 선 구간(松莘线区间), 민싱 20로(闵行20路)

## 출구
- 북출구(北出口)：후민 로(沪闵路)앞, 바오춘 로(报春路) 서쪽, 신장 나들목(莘庄立交) 동쪽
- 남출구(南出口)：메이룽시 로(梅陇西路)앞, S20공로 동쪽, 뤄진 로(罗锦路) 서쪽

## 인접 역
| 상하이 지하철 1호선 | 상하이 지하철 1호선   | 상하이 지하철 1호선 |
| ------------------- | --------------------- | ------------------- |
| 신좡 방면           | ■ 상하이 지하철 1호선 | 롄화루 푸진루 방면  |

## 같이 보기
- 상하이 지하철
- 상하이 지하철 1호선